# Избирательные округа Норфолка
Неметропольное церемониальное графство Норфолк разделено на 9 избирательных округов: 2 городских и 7 сельских. От каждого округа избирается один член парламента по мажоритарной избирательной системе. В ходе выборов 2017 года все представители Норфолка остались на своих местах: 7 консерваторов, 1 лейборист и 1 либерал-демократ.
В таблице представлены избирательные округа Норфолка и их представители в Парламенте на 2017 год:
 Либеральные демократы
 Консервативная партия
 Лейбористская партия
| Избирательный округ | Электорат | Преимущество | Член парламента | Член парламента | Ближайший оппонент | Ближайший оппонент | Карта |
| Бродленд            | 73 552    | 15 816       |                 | Кит Симпсон     |                    | Иэн Симпсон        |       |
| Грейт-Ярмут         | 69 793    | 7973         |                 | Брэндон Льюис   |                    | Майк Смит-Клэр     |       |
| Мид-Норфолк         | 77 154    | 16 086       |                 | Джордж Фримэн   |                    | Сара Симпсон       |       |
| Норт-Норфолк        | 68 867    | 3512         |                 | Норман Лэмб     |                    | Джеймс Уайлд       |       |
| Норт-Уэст-Норфолк   | 72 400    | 13 788       |                 | Генри Беллингем |                    | Джо Раст           |       |
| Норидж-Норт         | 64 515    | 507          |                 | Хлое Смит       |                    | Кристофер Джонс    |       |
| Норидж-Саут         | 74 875    | 15 596       |                 | Клайв Льюис     |                    | Лана Хемпсэлл      |       |
| Саут-Норфолк        | 69 691    | 16 678       |                 | Ричард Бэкон    |                    | Дэниэл Глэвин      |       |
| Саут-Уэст-Норфолк   | 76 970    | 18 312       |                 | Элизабет Трасс  |                    | Питер Смит         |       |

## История
До 2010 года графство было разделено на 8 округов:
1. Грейт-Ярмут,
2. Мид-Норфолк
3. Норт-Норфолк
4. Норт-Уэст-Норфолк
5. Норидж-Норт
6. Норидж-Саут
7. Саут-Норфолк
8. Саут-Уэст-Норфолк

В 2010 году был создан округ Бродлэнд и изменены границы части других округов (58,4 % электората нового округа были из Мид-Норфолка, 16,4 % из Норт-Норфолка и 15,5 % из Нориджа-Норт, в Норфолк-Мид были добавлены 26,8 % Саут-Уэст-Норфолка и 17,1 % Саут-Норфолка, в Саут-Уэст-Норфолк были добавлены 9,3 % Норт-Уэст-Норфолка, все остальные округа были изменены на несколько процентов, кроме Грейт-Ярмута, который остался неизменным).
В 2017 году появилось предложение незначительно поменять границы избирательных округов Норфолка: Уимондхэм перейдёт из Мид-Норфолка в Саут-Норфолк, а округ Саут-Уэст-Норфолк будет переименован в Тетфорд и Даунем-Маркет и включит в себя город Литтлпорт из Кэмбриджшира.
Результаты выборов с 1997 по 2017 годы:
| 1997 | 2001 | 2005 | 2010 | 2015 |
| ---- | ---- | ---- | ---- | ---- |
|      |      |      |      |      |
| 2017 | 2019 |      |      |      |
|      |      |      |      |      |